# NGC 5740
NGC 5740 је спирална галаксија у сазвежђу Девица која се налази на NGC листи објеката дубоког неба.
Деклинација објекта је + 1° 40' 48" а ректасцензија 14h 44m 24,5s. Привидна величина (магнитуда) објекта NGC 5740 износи 11,8 а фотографска магнитуда 12,6. Налази се на удаљености од 28,921 милиона парсека од Сунца. NGC 5740 је још познат и под ознакама UGC 9493, MCG 0-38-3, CGCG 20-8, KCPG 434A, IRAS 14418+0153, PGC 52641.